# Карабузау
Карабузау (каз. Қарабұзау) — село в Актогайском районе Павлодарской области Казахстана. Входит в состав Харьковского сельского округа. Код КАТО — 553257200. Название села в переводе с казахского означает "черная корова".

## Население
В 1999 году население села составляло 282 человека (146 мужчин и 136 женщин). По данным переписи 2009 года, в селе проживало 139 человек (70 мужчин и 69 женщин).